# Comtat de Lääne
El comtat de Lääne  (estonià  Läänemaa) és un dels comtats en què es divideix Estònia. La seva capital és Haapsalu. Segons cens de 2021 compta amb una població de 20.229 habitants distribuïts en una superfície de 1,816 km2.

## Govern Comtat
El govern del comtat (estonià: Maakonnavalitsus) és dirigit per un governador (estonià: maavanem), qui és nomenat pel govern d'Estònia per un termini de cinc anys.

## Municipis
El comtat se sotsdivideix en municipalitats. Hi ha un municipi urbà (estonià: linn - ciutat) i 9 municipis rurals (estonià: vallad - comunes) al comtat.

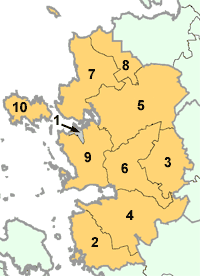
Municipis al Comtat de Lääne

Municipis urbans:
- 1 Haapsalu

Municipis rurals:
- 2 Hanila
- 3 Kullamaa
- 4 Lääne-Nigula
- 5 Lihula
- 6 Martna
- 7 Noarootsi
- 8 Nõva
- 9 Ridala
- 10 Vormsi